# Abaraeus curvidens
Abaraeus curvidens là một loài bọ cánh cứng trong họ Cerambycidae. Loài này được Per Olof Christopher Aurivillius mô tả lần đầu năm 1908. Loài này được tìm thấy ở Nam Phi.